# Comuna Hănăsenii Noi, Leova
Comuna Hănăsenii Noi este o comună din raionul Leova, Republica Moldova. Este formată din satele Hănăsenii Noi (sat-reședință) și Nicolaevca.

## Demografie
Conform datelor recensământului din 2014, comuna are o populație de 983 de locuitori. La recensământul din 2004 erau 1.127 de locuitori.

## Administrație și politică
Componența Consiliului local Hănăsenii Noi (9 consilieri), ales la 5 noiembrie 2023, este următoarea:
|  | Partid                            | Consilieri | Componență | Componență | Componență | Componență | Componență | Componență | Componență | Componență |
|  | --------------------------------- | ---------- | ---------- | ---------- | ---------- | ---------- | ---------- | ---------- | ---------- | ---------- |
|  | Partidul Acțiune și Solidaritate  | 8          |            |            |            |            |            |            |            |            |
|  | Partidul Social Democrat European | 1          |            |            |            |            |            |            |            |            |